# زنفتنبيرغ
زنفتنبيرغ (بالألمانية: Senftenberg) (باللغة الصوربية Zły Komorow) هي بلدة في ألمانيا تقع جنوبي ولاية براندنبورغ، وهي عاصمة قضاء أوبرشبريفالد-لاوزيتس Oberspreewald-Lausitz.
تقع زنفتنبيرغ في جنوب غرب منطقة لوساتيا السفلى التاريخية على الحدود مع ساكسونيا، ويقع مركز المدينة شمالي نهر إلستر الأسود.

## توأمة
لزنفتنبيرغ اتفاقيات توأمة مع كل من:
- بوتلينغن
- Senftenberg, Austria [الإنجليزية]‏ [5]
- فريساغرانديناريا
- Žamberk [الإنجليزية]‏
- فيسبرم
- سان ميشيل سور أورج
- Nowa Sól [الإنجليزية]‏

## اقرأ أيضاً
- إلستر الأسود
- لوساتيا